# Tondidarou
Tondidarou est un village du Mali.
Le village de tondidarou est de fondation songhaï. Il tire son nom de deux mots de songhaï : « Tondi » qui signifie « pierre » et « darou » qui signifie « debout ». Sa dénomination a donc été directement inspirée par le voisinage du site mégalithique.
Il est difficile de dater sa fondation. Celle-ci ne remonte sans doute pas à plus de deux siècles au maximum. Selon les habitants actuels, il aurait été fondé par un chasseur venu de l'est nommé fanga Gougour, « celui qui a de la force ».

## Caractéristiques
Tondidarou est situé dans le cercle de Niafunké, région de Tombouctou, à environ 150 km au sud-ouest de Tombouctou et à une quinzaine de km au nord-ouest de Niafunké, sur les bords du lac Takidji.

## Site mégalithique

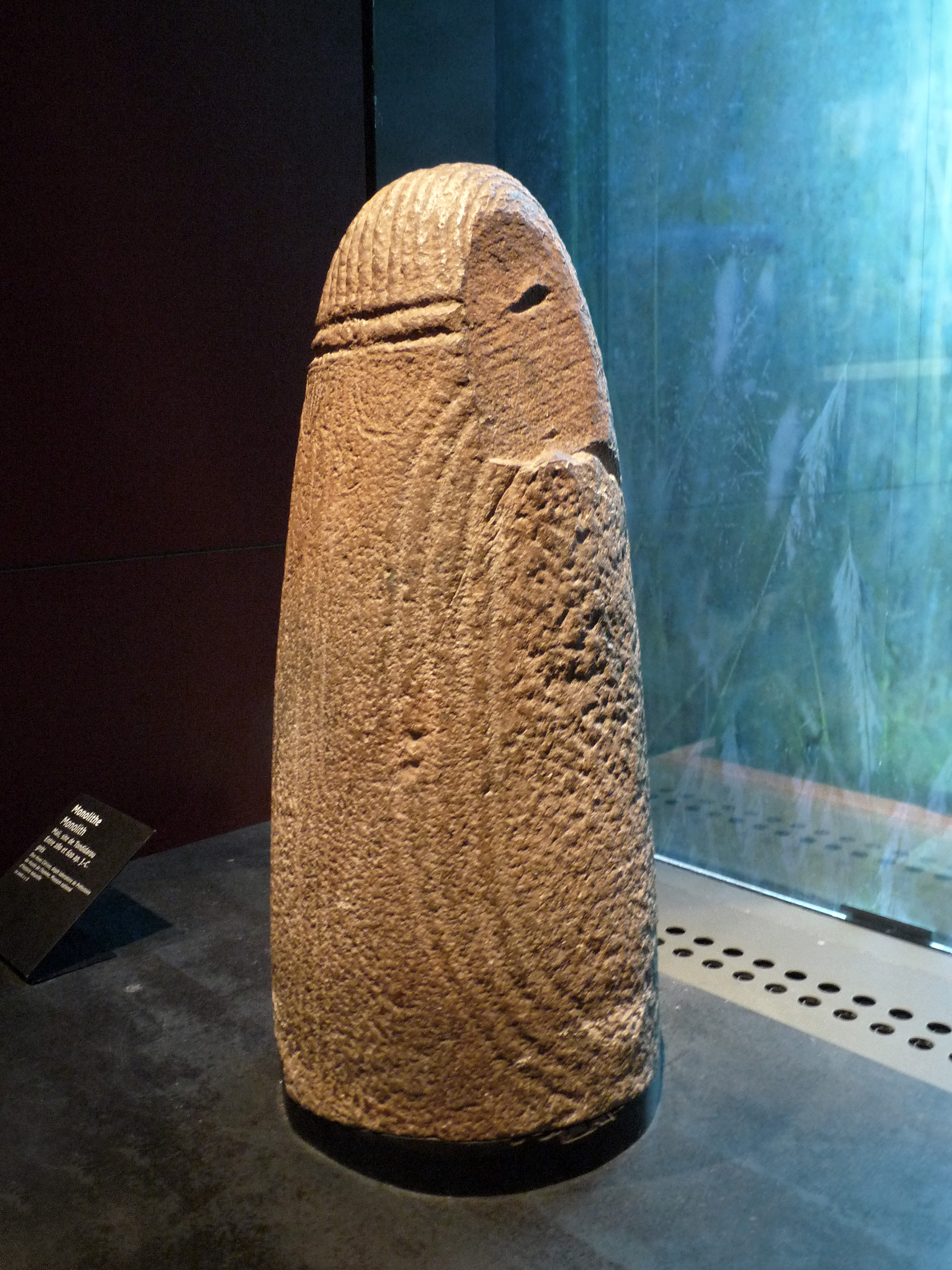
Mégalithe provenant du site de Tondidarou, exposé au musée du quai Branly à Paris.

La région de Tondidarou abrite un site mégalithique. Ce site comprend trois groupes de mégalithes phalliformes,,. La plupart des pierres sont couchées sur le sol, certaines sont gravées.
Le site est daté d'entre 670 et 790. Il est découvert par Jules Brévié, commandant du cercle de Bamako, en 1904, lors de l'occupation de la région par la France. Il est excavé en 1980.